# Умберто Гуарнери
Умберто Гуарнери (на италиански: Umberto Guarnieri) е бивш италиански футболист, полузащитник или нападател.

## Кариера
Започва кариерата си в миланския аматьорски Глория ФК, след което преминава при юношите на Амброзиана-Интер, където остава до 1936 г. Изиграва две години за Комо и през сезон 1938/39 пристига в Амброзиана-Интер. Първата година изиграва 3 мача и отбелязва 2 гола в първенството и изиграва 4 мача и отбелязва 2 гола за Копа Италия, която същата година става притежание на нерадзурите. Когато Джузепе Меаца се контузва, Гуарнери поема неговата роля и застава начело на атаката на отбора. През сезон 1939/40 допринася за спечелването на първенството със своите 15 попадения и става втори голмайстор в Серия А за годината. В следващите години обаче се оказва непостоянен на терена и през 1942 г. преминава в Калчо Падуа. Следва кратък престой в Кремонезе и Милан и отива в Серия Б с отбора на АК Леняно, където изиграва 128 мача и отбелязва 55 гола. Завръщане в Серия А прави с отбора на Про Партия през 1949 г. Там остава следващите четири сезона до изпадането на отбора в Серия Б, след което преминава за една година във втородивизионния Бреша Калчо и приключва кариерата си през 1955 г. с Пиаченца Калчо в Серия Ц.

## Отличия
- Шампион на Италия: 1

Интер: 1939/40
- Копа Италия: 1

Интер: 1938/39